# Castell de Carcolze
Castellnou de Carcolze és un monument del municipi del Pont de Bar (Alt Urgell) declarat bé cultural d'interès nacional.

## Descripció
Murs informes, de prop de tres metres d'alçada alguns d'ells sobre el poble.
El poble de Castellnou de Carcolze és situat a 1380 m d'altitud, al Baridà, al fons de la vall i a la dreta del Torrent de Castellnou, afluent del Segre.
L'expressió "castellnou" pressuposa l'existència d'un altre castell amb anterioritat.
Queden restes d'un antic castell dels comtes de Cerdanya.

## Història
Castell termenat. Documentat el 986.
La parròquia de Carcolze és esmentada el 839; l'any 996 fou venut el castell de Carcolze pel vescomte Guillem d'Urgell. Pertocant el castell nou, el fogatjament del 1358 assenta "Lo castell de Castellnou. Castellnou te ma vuy lo dit Bisbe (d'Urgell) e fa los fruyts seus cascun any, jats se sia lo noble en cicart de Lordat li'n fassa demanda que diu que es seu. Al dit castell stan. y fochs e sia vist si paguaran o no: XXV fochs". Hi havia, doncs, aleshores, un esfondrament entre Sicard de Llordat i el bisbe de la Seu. El fogatjament del 1368-1370 indica que el "Loch de Castell nou de Corcoltze", amb 26 focs, és "del bisbe e Capitol Durgell", mentre que un tercer fogatjament del segle xiv expressa ésser el "Castell Nou de Cardolze: den sicart de Lordat".